# Tinodes meleagris
Tinodes meleagris is een schietmot uit de familie Psychomyiidae. De soort komt voor in het Oriëntaals gebied.